# Thuránszky Pál
Thuránszky Pál, teljes nevén Thuránszky Pál Tamás (Benedekfalu, Liptó vármegye, 1893. május 15. – Budapest, 1965. április 19.) magyar katonatiszt, földbirtokos, főispán, országgyűlési képviselő.

## Élete
1893. május 15-én született Benedekfalván (ma Beňadiková), evangélikus vallásban, mint a Liptó vármegyei ősnemes thuriki és komjáthnai Thuránszky család leszármazottja; szülei Thuránszky Péter Pál és Thuránszky Amália voltak.
1911-ben érettségizett a piaristák rózsahegyi gimnáziumában, majd leszolgálta önkéntesi évét, utána pedig – az első világháború kitöréséig – a budapesti egyetem jogi karának volt a hallgatója. A mozgósítás idején a nyíregyházi császári és királyi 14. huszárezredhez vonult be, ahol főhadnagyi rendfokozattal vették tényleges állományba.
Több mint 30 hónapot töltött – a legnagyobb részben mint lovas géppuskás századparancsnok – a tűzvonalban és több kitüntetést is szerzett, köztük a III. osztályú Katonai Érdemkeresztet is. A háború végét követően – mivel a forradalmi hadseregben nem kívánt szolgálni – rendelkezési állományba helyezték, a kommün alatt pedig egészen visszavonult, apósánál húzta meg magát Sátoraljaújhelyen.
Miután apósát a vörösök letartóztatták és túszként Budapestre vitték, a városnak a csehek által történt megszállását kihasználva, családjával együtt liptói otthonába, Turik (későbbi nevén Turapatak, ma Turík) és Okolicsnó (ma Okoličné) községekbe menekült. Hazafias magatartása és magyarsága miatt azonban ott sem lehetett sokáig maradása: a megszálló csehek hamar üldözőbe vették, és így kénytelen volt minden vagyonától, ősi birtokától a kényszerhelyzet szabta áron megválni, és elhagyni szülőföldjét.
Az anyaországba való visszatérése után, 1922-ben egy ideig újból katonai szolgálatot teljesített, majd mint százados, saját kérelmére szolgálaton kívüli viszonyba került. Közben vagyona átmentett romjaiból Szabolcs vármegyében kisebb birtokot vásárolt – melynek központját Besenyőd külterületének keleti részén alakította ki –, s attól fogva ott gazdálkodott. Rövidesen tagja lett a megye törvényhatósági bizottságának, később elnöke lett a járási mezőgazdasági bizottságnak és egyhangúlag megválasztott bírája Besenyőd községnek; ezek mellett gazdasági tudósítóként is tevékenykedett e körzetben.
Az 1930-as évek második felében Gömbös Gyula híveként kapcsolódott be az országos politikai életbe; előbb a Nemzeti Egység Pártjának nyírbátori kerületi elnöke lett, majd a párt jelöltjeként elindult az 1935. évi országgyűlési választáson is, ahol elnyerte a kerület mandátumát. 1935 december végén Szabolcs és Ung vármegyék főispánjává nevezték ki, ezt az állását 1937 augusztusáig töltötte be. Ekkor saját kérésére mentették fel, hogy az időközben megüresedett kemecsei választókerületben pártja programjával harcba szálljon a mandátumért. Két ellenjelölt is indult az időközi választáson, ennek ellenére a kerület igen nagy szótöbbséggel őt választotta be a képviselőházba. Főispáni tevékenységéért a kormányzó elismerésben részesítette, vármegyéje pedig örökös törvényhatósági bizottsági taggá választotta. Az 1939. évi általános választásokon a Magyar Élet Pártja Szabolcs vármegyei listájáról szerzett újból mandátumot.
Országos társelnöke volt a Társadalmi Egyesületek Szövetségének és tevékeny részt vett a tiszai evangélikus egyházkerület életében is.

## Magánélete
Felesége Waltherr Margit volt.